# Stachyris grammiceps
Stachyris grammiceps là một loài chim trong họ Timaliidae.